# Finlands glasmuseum
Finlands glasmuseum (finska: Suomen lasimuseo) i Riihimäki är ett finländskt nationellt specialmuseum som presenterar glastillverkningens historia och glaskonst i Finland. Det ägs av Riihimäki stad.
Museet grundades 1961 och är sedan 1981 inrymt i en 1914 uppförd fabriksbyggnad, ursprungligen för Paloheimo Oy, i vilken Riihimäki glasbruk flyttade in 1921. I museet visas en permanent basutställning och tillfälliga utställningar. I museet finns också bibliotek och arkiv.
År 1985 bildades föreningen Finlands glasmuseums vänner för att främja den vetenskapliga forskningen i glasmuseet, sprida kunskap om finsk glaskonst och -kultur samt medverka till att konst- och kulturevenemang med anknytning till glas anordnas i Finlands glasmuseum. Föreningen hade 2010 omkring 700 medlemmar.